# برتونيلة سنغالية
برتونيلة سنغالية (الاسم العلمي: Bartonella senegalensis) هي نوع من البكتيريا تتبع جنس البرتونيلة من فصيلة البارتونيلات.